# 石見國
石見國（日语：〔〕／〔〕 Iwaminokuni */?），日本古代的令制國之一，屬山陰道，又稱石州。石見國的領域大約為現在的島根縣西部。

## 郡
- 安濃郡
- 迩摩郡
- 那賀郡
- 邑智郡
- 鹿足郡
- 美濃郡

## 相關項目
- 日本令制國列表